# Yellow (manga)
Yellow es un manga de la autora Makoto Tateno, que pertenece al género yaoi.
Sus personajes principales, Gô y Taki, son ladrones especializados en el robo de droga, que se dedican a cumplir con los encargos del "Jefe", Shigeyuki Tsunuga. Alrededor de ellos se van moviendo diferentes personajes que terminan por consolidar su relación de pareja.
El manga consta de cuatro tomos, editados en España por La Cúpula. En Japón, debido a su éxito, llegó a editarse un Drama CD del primer volumen, a cargo de la editorial Biblos.

## Argumento
Gô y Taki son ladrones, dedicados principalmente a sustraer droga a mafiosos y un sinfín de delincuentes con motivaciones dispares. Todos sus trabajos los reciben del dueño de la cafetería que hay debajo del piso que comparten, a través de un peculiar sistema: el "jefe" les pasa un papel con una contraseña - generalmente escondido entre su comida - que deben meter en un foro de internet para enterarse de los detalles del trabajo.
Una vez que consiguen la mercancía, se la entregan al dueño del café. Generalmente no saben lo que hace después con la droga, y tampoco les interesa; ellos se limitan a cumplir con su trabajo despreocupadamente.
A pesar de vivir juntos, ni Gô ni Taki saben mucho acerca de su compañero de piso, tan solo lo que han vivido a lo largo del año que llevan colaborando. Ambos son extremadamente atractivos, y se aprovechan de ello para conseguir información durante los encargos; Gô seduce a toda clase de chicos, mientras Taki hace lo propio con las chicas. Como sus preferencias sexuales son diferentes, forman un perfecto equipo, evitando el problema de mezclar los negocios con el placer.
Evidentemente, lo que a priori era perfecto, termina siendo el "problema", ya que Gô acaba por enamorarse de Taki, quien insiste en que solo le gustan las chicas.
Finalmente, después de varios encargos peligrosos, y gracias a la aparición de personas del pasado de Taki - "fantasmas" a los que debe enfrentarse - su relación termina por consolidarse.

## Personajes principales
- Gô: Alto, moreno, de 22 años. Tiene un carácter alegre y extrovertido, aunque se vuelve bastante celoso hacia cualquier persona que se acerque a Taki. Es gay hasta la médula y no soporta ver a chicas desnudas. Su principal habilidad es el uso de la ganzúa para forzar todo tipo de cerraduras, aunque también se le da bien usar las manos, especialmente para dejar a sus oponentes sin sentido de un rápido golpe en la nuca. Fuma Lucky Strike, y su bebida favorita es la cerveza. Se enamora de Taki al ir conociéndolo, a pesar de que, en principio, no encaja en el perfil de los chicos que le suelen gustar. En cualquier caso, nunca desiste de intentar tener algo con él, al punto de besarle siempre que puede, pillando a Taki con la guardia baja.

- Taki: Ligeramente más bajo que Gô, de pelo castaño y 22 años de edad. A primera vista parece un chico frío, pero en realidad no lo es. No le gusta hablar de su pasado, y suele guardarse sus preocupaciones para sí. Le gustan las chicas y jamás se ha planteado siquiera la idea de tener algo con algún chico. A pesar de ello quiere a Gô por encima de todo, y no soportaría perderlo. Se le dan bien los aparatos eléctricos, especialmente los ordenadores, y se desenvuelve como pez en el agua en el cuerpo a cuerpo, usando puños y patadas contra sus enemigos. Fuma Marlboro y bebe licores europeos, especialmente ginebra. Cuando avanza la historia se descubre su pasado, y con él el motivo por el cual no quiere siquiera pensar en tener una relación con un chico.

## Personajes secundarios
- Shigeyuki Tsunuga: Es el "Jefe" de Taki y Gô. Regenta un Café bajo el piso que ambos comparten, y les pasa los encargos de una forma curiosa: Esconde una contraseña en su bandeja de comida que luego tendrán que meter en un foro de internet para enterarse de los detalles del trabajo. Antes de comprar el Café era Inspector de Policía, y sigue manteniendo contactos con la misma, en varios casos con policías corruptos. Tampoco habla mucho de sí mismo, y en su pasado esconde un oscuro secreto: su mujer y su hija fueron asesinadas por los Hatahata, y espera impaciente el momento en que regresen a Japón para hacérselo pagar.

- Kangi: En un principio contrata a Taki y Gô a través de su "Jefe" para que roben la droga que esconde la dueña del local donde trabaja como camarero. La mujer es en realidad su madre, y lo que Kangi quiere es que se regenere y deje de drogar a los clientes, pero no lo consigue. Ella es detenida, y Kangi termina trabajando en el Café de Tsunuga, medio "adoptado" por Taki y Gô. Grita demasiado, lo que suele sacar de quicio a los que lo rodean, pero en realidad es un chico honesto. Desea por encima de todo que Taki y Gô se dejen de tonterías y se líen de una vez.

- Katsurô: Es el padre adoptivo de Taki. En realidad es un reconocido asesino bajo el nombre de Hatahata, que regresa a Japón después de cinco años, junto con Mizuki, para buscar a su "hijo". Es frío y sin escrúpulos, y no duda en poner a prueba a Taki para ver si está cualificado para unirse a ellos, aunque sabe perfectamente que su "hijo" nunca podría convertirse en un asesino. A pesar de todo, quiere la felicidad de Taki, y sabe que eso solo ocurrirá al lado de Gô.

- Mizuki: Es el otro "padre" de Taki, la otra mitad de los Hatahata. En realidad lo de "padre" es solo una excusa, ya que está obsesionado con su "hijo". Cuando este descubre, siendo apenas un adolescente, cuál es el trabajo de sus padres, para consolarlo Mizuki intenta acostarse con él, lo que provoca la huida de Taki, y su profunda convicción de que nunca podrá tener nada con un chico. Al regresar a Japón tras cinco años, es absolutamente irreconocible, ya que se ha convertido en una mujer para tratar de que Taki se enamore por fin de ella. Su obsesión le lleva a cometer una imprudencia tras otra y, cuando se entera de la relación de Taki y Gô, dispara a su "hijo", aunque no llega a herirle.

- Kei: Es el excompañero de Gô, y también su examante. Antes de que apareciera Taki, Kei se fugó con otro hombre llevándose todo el dinero que habían ganado juntos. Regresa porque supuestamente echa de menos la emoción del trabajo y necesita algo de dinero, pero en realidad lo que quiere es saber cuál es exactamente la relación que hay entre Gô y Taki. Trabaja para los Hatahata, y es Mizuki quien lo envía para recoger esa información. Al final termina dejándolos porque no está de acuerdo con el modo de actuar de Mizuki.

- Ryûichi Hatozaki: Es un inspector de policía, excompañero de Tsunuga. Contrata a Taki y Gô para que busquen a su amante, que resulta ser en realidad su propio hermano. Posteriormente hace varias apariciones para ayudar a Taki y Gô, y es el que pone sobre aviso a Tsunuga de que los Hatahata han vuelto a Japón.

- Mimi: Es camarera en el Café que regenta Tsunuga, aunque no tiene ni idea del otro negocio que lleva a cabo. Tampoco conoce el trabajo real de Taki y Gô, a pesar de que inconscientemente es ella la que les hace llegar la mayoría de los "trabajos" en sus bandejas de comida. Está profundamente convencida de que Taki y Gô son pareja, por más que todos se lo niegan una y otra vez.